# Гай Корнелий Цетег (консул 197 пр.н.е.)
Вижте пояснителната страница за други личности с името Гай Корнелий Цетег.
Гай Корнелий Цетег (на латински: Gaius Cornelius Cethegus) e политик на Римската република през началото на 2 век пр.н.е.
Той произлиза от клон Цетег на фамилията Корнелии. Син е на Луций Корнелий.
Цетег е през 200 пр.н.е. проконсул в Испания и е избран за следващата година в негово отсъствие за едил. На тази служба той урежда игри. През 197 пр.н.е. Гай е избран за консул заедно с Квинт Минуций Руф и се бие с успех в Цизалпийска Галия против инсубрите и ценоманите, за което получава триумф.
През 194 пр.н.е. е избран за цензор. В края на 193 пр.н.е. той посредничи заедно с Сципион Африкански и Марк Минуций Руф между Масиниса и Картаген.